# Список умерших в 2023 году
В этой статье представлен список людей, соответствующих критериям значимости, которые умерли в 2023 году.
Причина смерти персоны указывается в исключительных случаях (ДТП, авиакатастрофа, самоубийство, убийство и несчастные случаи), в остальных случаях — не указывается.
Обновление информации происходит 7 числа каждого последующего месяца.
См. также: категорию «Умершие в 2023 году».